# Gare de Notre-Dame-d'Oé
La gare de Notre-Dame-d'Oé est une gare ferroviaire française de la ligne de Brétigny à La Membrolle-sur-Choisille, située sur le territoire de la commune de Notre-Dame-d'Oé, dans le département d'Indre-et-Loire, en région Centre-Val de Loire.
Elle est mise en service en 1867 par la Compagnie du chemin de fer de Paris à Orléans (PO). C'est aujourd'hui une halte ferroviaire de la Société nationale des chemins de fer français (SNCF), desservie par des trains TER Centre-Val de Loire circulant entre les gares de Tours et Châteaudun.

## Situation ferroviaire
Établie à 161 m d'altitude, la gare de Notre-Dame-d'Oé est située au point kilométrique (PK) 227,970 de la ligne de Brétigny à La Membrolle-sur-Choisille, entre les gares ouvertes de Monnaie et La Membrolle-sur-Choisille.

## Histoire
La Compagnie du chemin de fer de Paris à Orléans (PO) ouvre au service le 5 août 1867 la dernière section, entre Vendôme et Tours, de sa ligne de Paris à Tours. À cette occasion elle met en service la station intermédiaire de « Notre-Dame d'Oé ».
En 2020 le bâtiment voyageurs est en réfection.

## Services voyageurs

### Accueil
Halte SNCF, c'est un point d'arrêt non géré (PANG) à entrée libre.

### Dessertes
Notre-Dame-d'Oé est desservie par des trains du réseau TER Centre-Val de Loire (ligne Tours - Châteaudun).

### Intermodalité
Un parc pour les vélos et un parking pour les véhicules sont aménagés.